# Зинкевич, Яна Вадимовна
Яна Вадимовна Зинкевич (укр. Яна Вадимівна Зінкевич; род. 2 июля 1995, Ровно, Ровненская область, Украина) — украинский доброволец-парамедик. Начальник Медицинского управления и реабилитации бойцов Украинской Добровольческой Армии (ранее Добровольческий украинский корпус «Правого сектора») во время войны на востоке Украины. Командир Медицинского батальона «Госпитальеры».
За период активной фазы АТО, начиная с 2014 года, лично вытащила и спасла более двух сотен раненых украинских солдат с передовой. Создала и до сих пор руководит медицинским батальоном «Госпитальеры», который со времени создания спас более 2700 раненых украинских воинов и гражданских лиц с передовой.
После перенесённых операций и реабилитации передвигается в инвалидной коляске.
Депутат Верховной рады Украины IX созыва. В 2022 году была включена в список 100 самых вдохновляющих и влиятельных женщин мира, составленный Би-би-си. В 2023 году вошла в ежегодный рейтинг Time 100 Next, который определяет самых влиятельных людей, которые меняют будущее мира.

## Биография
Яна Зинкевич родилась 2 июля 1995 года в городе Ровно. Окончила ровенский учебно-воспитательный комплекс «Коллегиум».
До войны готовилась к поступлению в медицинский университет. В 2017 году Яна Зинкевич поступила в Государственную медицинскую академию Днепра.

## Политика
На выборах в парламент в июле 2019 года Яна была избрана народным депутатом от партии «Европейская солидарность». В августе стало известно, что Зинкевич возглавит новосозданую комиссию по вопросам ветеранов в Верховной Раде. Однако, она была выбрана секретаршей комитета по вопросам здоровья нации, медицинской помощи и медицинского страхования в Верховной Раде Украины IX созыва (с 29 августа 2019). Председатель подкомитета по вопросам военной медицины.

## ДТП
5 декабря 2015 около 4:00 на трассе Днепр-Донецк автомобиль мед. батальона «Госпитальеры» с Яной Зинкевич на пассажирском сиденье и Максимом Кораблёвым («Стрелком») за рулём из-за неудовлетворительного состояния авто и резины вынесло с трассы, в результате чего он 7 раз перевернулся. Во время ДТП Зинкевич получила полный перелом позвоночника, параплегию, переломы половины рёбер и ключицы, повреждения внутренних органов, гемопневмоторакс, контузию сердца и лёгких, но, проведя несколько месяцев в больнице, смогла выжить. В результате ДТП имеет пожизненную инвалидность и передвигается на инвалидной коляске. Максим Кораблёв не получил повреждений, угрожающих жизни.

## Награды и отличия
- Орден «За заслуги» (1 декабря 2015) — «за значительный личный вклад в государственное строительство, социально-экономическое, научно-техническое, культурно-образовательное развитие Украинского государства, весомые трудовые достижения, многолетний добросовестный труд»[11].
- Орден «За спасение жизни»[укр.] (16 марта 2016) — «за героические поступки, действия, благодаря которым были спасены жизни человека». Первая церемония награждения общественной наградой состоялась в Тернопольском медицинском университете. Из-за пребывания на реабилитации Яна была награждена заочно.
- Орден «Народный Герой Украины» (4 июня 2015 года). Первая церемония награждения негосударственной наградой состоялась в 12:00 в Киеве в доме Митрополита заповедника «София Киевская». Среди украинских воинов, медиков, волонтёров была отмечена и начмед ДУКа Яна Зинкевич[12].
- Памятный знак «За воинскую доблесть»[укр.] (ноябрь-декабрь 2014) — поощрительное отличие Министерства обороны Украины[13].

## Личная жизнь
В начале мая 2016 Яна сообщила о своей беременности, она находилась на четвёртом месяце :
27 мая 2016 Яна вышла замуж за 27-летнего Максима Кораблёва. Свадебная церемония состоялась в Воронцовском парке Днепра. Яна решила сохранить свою фамилию. Молодожены прибыли на свадьбу на реанимобиле и в сопровождении побратимов Яны.
31 октября Яна родила дочь Богдану, воспитывает дочь самостоятельно. В ноябре 2016, через несколько дней после рождения ребёнка (менее чем через полгода после брака) супруг Яны, Максим Кораблёв ушёл из семьи и оставил Яну с новорождённой.
В январе 2017 года, после года борьбы и семи отказов, Яна всё же получила официальный развод
.